# جی‌بورد
جی‌بورد (انگلیسی: Gboard) یک اپ موبایل صفحه‌کلید مجازی برای اندروید و آی‌اواس است که توسط گوگل ایجاد شده‌است.
این نرم‌افزار برای آی‌اواس در در ماه مه ۲۰۱۶ و برای اندروید در ماه دسامبر ۲۰۱۶ راه‌اندازی شد.